# アレクセイ・ファジェーチェフ
アレクセイ・ファジェーチェフ（ファデーチェフ、ロシア語: Алексе́й Никола́евич Фаде́чев, ラテン文字転写: Alexei FadeechevまたはAlexei Fadeyechev、1960年8月16日 - ）は、ロシアのバレエダンサー・振付家・バレエ指導者である。父のニコライ・ファジェーチェフも同じくバレエダンサーで、ボリショイ・バレエ団の主力ダンサーであった。
ボリショイ・バレエ学校でバレエを学び、1978年にボリショイ・バレエ団に入団した。翌年『白鳥の湖』のジークフリート王子で主役デビューを果たし、20年にわたって同バレエ団で主力ダンサーの地位を保った。同バレエ団では多くのレパートリーで主要な役柄を踊り演じ、世界各国のバレエ団にも招聘されて多くの舞台に出演した。
1998年から2000年までボリショイ・バレエ団で芸術監督を務めたのち、2004年から2013年までロストフ国立音楽劇場バレエ団の芸術監督の地位にあった。振付家としても世界各国で活動し、新国立劇場バレエ団の他、ジョージア国立バレエ団、ナポリ・サンカルロ歌劇場、ポーランド国立バレエ団などに招聘されて『ドン・キホーテ』、『白鳥の湖』などクラシック・バレエ諸作品の改訂演出および振付を手がけている。

## 経歴
1960年、モスクワの生まれ。父ニコライ・ファジェーチェフ、母イリーナ・ホリナ（コリナとも表記）はともにバレエダンサーである。父ニコライ（1933年1月27日 - 2020年6月23日）はボリショイ・バレエ団の主力ダンサーでガリーナ・ウラノワやマイヤ・プリセツカヤなどの著名なバレリーナのパートナーとして活動し、引退後はボリショイ・バレエ団で教師を務めていた。
ボリショイ・バレエ学校でバレエを学び、アレクサンドル・プロコフィエフに師事した。1978年にボリショイ・バレエ団に入団した。同バレエ団では父ニコライからの指導を受け、翌年19歳で『白鳥の湖』のジークフリート王子で主役デビューを果たした。
主役デビューは事前の予想を上回る成功を収め、プリンシパルダンサーの地位を確立した。父の指導のもとでクラシック・バレエの舞踊スタイルと舞台上での表現力と存在感を体得し、ロシア・クラシック・バレエの重要な役を多く演じてきた。ボリショイ・バレエ団の他、ゲストダンサーとしてマリインスキー劇場バレエ団、デンマーク・ロイヤル・バレエ団、スウェーデン・ロイヤル・バレエ団、オランダ国立バレエ団、フィンランド国立バレエ団、ポルトガル国立バレエ団、バーミンガム・ロイヤル・バレエ団、ボストン・バレエ団、東京バレエ団などと共演している。
1998年から2000年までボリショイ・バレエ団で芸術監督を務め、『ドン・キホーテ』改訂版（1999年）などを演出した。2004年から2013年までは、ロストフ国立音楽劇場バレエ団の芸術監督の地位にあった。振付家としても世界各国で活動し、新国立劇場バレエ団の他、ジョージア国立バレエ団、ナポリ・サンカルロ歌劇場、ポーランド国立バレエ団などに招聘されて『ドン・キホーテ』、『白鳥の湖』などクラシック・バレエ諸作品の改訂演出および振付を手がけている。ロシア人民芸術家。

## レパートリーと評価
ボリショイ・バレエ団は、1964年から1995年まで30年以上にわたって同バレエ団を芸術監督として率いた振付家ユーリー・グリゴローヴィチの作風を反映して、ウラジーミル・ワシーリエフやイレク・ムハメドフなどの力強く英雄的な男性ダンサーを輩出してきた。一方でボリショイ・バレエ団からは、ニコライとアレクセイのファジェーチェフ父子やアンドリス・リエパに代表されるダンスール・ノーブルタイプの男性ダンサーも多く登場してきている。
ファジェーチェフはロシア・バレエにおける「バレエは女性のもの」という伝統に忠実なダンサーであった。舞台上で出しゃばったりオーヴァーアクトに陥ったりするようなことはなく、かといって地味になりすぎることもなく共演者たちを支えていた。
ファジェーチェフは、クラシック・バレエはもとよりモダン・バレエの諸作品を含む幅広いレパートリーをこなすダンサーであった。ボリショイ・バレエ団のクラシック・バレエ作品では『白鳥の湖』（ジークフリート王子）、『ジゼル』（アルブレヒト）、『眠れる森の美女』（デジレ王子）、『くるみ割り人形』（王子）に代表される正統派ダンスール・ノーブルタイプの役柄に加えて、『ドン・キホーテ』のバジルのようなドゥミ・キャラクテールに分類される役柄も踊っていた。ジークフリート王子などでは気品ある立ち居振る舞いと踊りを見せ、『ドン・キホーテ』のバジルではダイナミックな舞踊技巧に加えてユーモラスな演技も披露していた。
ボリショイ・バレエ団の現代作品では、『イワン雷帝』、『スパルタカス』などの主役を踊った。またボリショイ劇場版『シラノ・ド・ベルジュラック』（ローラン・プティ演出・振付）では、タイトル・ロールの初演キャストであった。そして英国ロイヤル・バレエ団の招聘により、ケネス・マクミラン演出・振付『パゴダの王子』、『ロメオとジュリエット』の主役、ピーター・ライト版『くるみ割り人形』の王子を演じるなどボリショイ・バレエ団のみにとどまらない活躍を見せた。
海野敏は、『バレエ・ピープル101』（1993年）の解説で「レパートリーは幅広くとも、ファジェーチェフのキャラクターは間違いなく、「王子様」タイプである」と指摘した。海野はその理由として、端正な容貌と胸幅があって堂々たる体躯を挙げた。さらに丁寧で基本に忠実な踊りと振幅の大きいポール・ド・ブラ（腕の運び）の優雅さを指摘し、「彼ほど徹底してノーブルなダンサーも珍しい」との評価を与えた。
ファジェーチェフはボリショイ・バレエ団の人気バレリーナ、ニーナ・アナニアシヴィリとのパートナーシップでも知られた。2人で共演したバレエ団はマリインスキー劇場バレエ団、ボストン・バレエ団、英国ロイヤルバレエ団、東京バレエ団など数多い。息の合う2人の舞台を観ていたファンの中には、ファジェーチェフがアナニアシヴィリの配偶者だと信じている人さえいたほどであった。ただし海野は2人の踊りの質がかなり異なっていることに言及し、アナニアシヴィリを「迫ってくるような踊り」、ファジェーチェフについては「スーツを着てネクタイを締めたように折り目正しい」と表現した。
ファジェーチェフは女性ダンサーのサポートにも長けていた。舞踊評論家の岩本真由美はアナニアシヴィリと踊るファジェーチェフについて「こんなパートナーを得られたら女冥利に尽きるというものだろう」との賛辞を送っている。

## 振付家として
ファジェーチェフの振付家としての活動は、本国ロシアだけでなく世界各国に及んでいる。ボリショイ・バレエ団の他に、新国立劇場バレエ団、ジョージア国立バレエ団、ナポリ・サンカルロ歌劇場、ポーランド国立バレエ団などに招聘されて『ドン・キホーテ』、『白鳥の湖』などクラシック・バレエ諸作品の改訂演出および振付を手がけている。
1999年、ファジェーチェフはボリショイ・バレエ団で『ドン・キホーテ』を改訂上演したが、このときは批判的な声が上がっていた。ファジェーチェフは同バレエ団で2016年に再度の改訂を行った。基本的な構成は以前の版と変わらないものの、その上演では省かれていたジーグを復活させた。舞台美術と衣装の一新を伴ったこの改訂演出は、ダンサーたちの好演も相まって好評で迎えられた。舞踊評論家のアンナ・ゴルディーワは「多種多様なダンサーたちによるそれぞれの物語が情熱いっぱいに繰り広げられて、明らかになったこと。それはこのバレエがボリショイ劇場で今後百年、いや、その先もずっと、幸せに生き続けるということだ」と評している。
ファジェーチェフ演出による『ドン・キホーテ』は、新国立劇場バレエ団のレパートリーにも入っている。同バレエ団の初代芸術監督島田廣がファジェーチェフに改訂振付を委ね、1999年3月に新制作された。ファジェーチェフは「プティパの精神に忠実であろうと務めた」と初演時のプログラムで述べ、別の振付家が追加した振付を極力排除することによって「プティパへの回帰」を志向した。
ファジェーチェフ版『ドン・キホーテ』は新国立劇場バレエ団のレパートリーとして定着し、通算の上演回数は2023年の時点で47回におよんでいる。この作品は島田、牧阿佐美、デヴィッド・ビントレー、大原永子、そして吉田都に至る新国立劇場バレエ団歴代の芸術監督のもとで上演が続けられている。『ドン・キホーテ』は同バレエ団の2023/2024シーズン幕開けとして上演され、初演時以来18年ぶりに同バレエ団の指導にあたったファジェーチェフにも観客からスタンディングオベーションが贈られている。

## 主な出演（映像等）
- 『眠れる森の美女』（ボリショイ・バレエ団）1989年[20]。
- 『アナニアシヴィリと世界のスターたち』（ニーナ・アナニアシヴィリのデビュー10周年記念公演）1991年[15]。
- 『白鳥の湖』（ニーナ・アナニアシヴィリとともにペルミ・バレエ団へのゲスト出演） 1992年[20]。
- 『ドン・キホーテ』（ニーナ・アナニアシヴィリとともにペルミ・バレエ団へのゲスト出演） 1992年[12]。
- 『素顔のニーナ・アナニアシヴィリ』1997年[21]。
- ボリショイ・バレエ in シネマ「ドン・キホーテ」（振付のみ）[22]